# Serin de Buchanan
Crithagra buchanani
Espèce
Statut de conservation UICN

 LC  : Préoccupation mineure
Synonymes
- Serinus buchanani

Le Serin de Buchanan (Crithagra buchanani) est une espèce de passereaux appartenant à la famille des Fringillidae.

## Distribution
Sud du Kenya (Olorgesaillie, Mua Hills, parcs nationaux de Tsavo et d’Ambolesi) et nord-est de la Tanzanie (région du mont Mérou, Arusha, Makania, Mombo, Engikaret, Olduvai Gorge).

## Habitat
Il fréquente les savanes à acacias, les fourrés épineux et les formations de Commiphora en terrain sec. A Mangola en Tanzanie, il est associé aux buissons bas et épineux de la savane herbeuse ouverte (Fry & Keith 2004). Des photos, prises en février 2010 à Olorgesailie à 60 km au sud de Nairobi au Kenya, montrent un jeune mâle dans son habitat sec et rocailleux, à pentes légères (1400 m d’altitude) et tapissées de petits acacias, de plantes succulentes, de buissons épineux et d’arbustes mais pas de grands arbres (Ottaviani 2011).

## Alimentation
Il recherche sa nourriture sur le sol mais il consomme aussi des graines d’acacias en s’accrochant directement sur les rameaux à la façon des tisserins (Fry & Keith 2004). D’autres plantes exploitées par l’espèce ont été rapportées par Ottaviani (2011), photos à l’appui, comme les fruits d’un commiphora Commiphora pyracanthoides, burséracée et ceux d’un pyrostria Pyrostria hystrix, rubiacée.

## Voix
Le mâle est régulièrement observé chantant du haut d’un arbre après l’apparition des nouvelles pousses et de la végétation ambiante générées par les pluies (Fry & Keith 2004). Patrick L’hoir a enregistré le chant du jeune mâle lors de sa sortie de terrain en février 2010. Il consiste en une série de notes mélodieuses à débit assez rapides : ti-ti-ti-ti-tiou-tiou-iou-iou entrecoupées de silences durant 4-5 secondes et de cris bisyllabiques, la seconde note plus haute et plus étirée ti-iiit, ti-iiit (Ottaviani 2011).

## Nidification
Elle est très peu documentée et basée sur un seul nid en forme de coupe étalée et peu profonde, faite de rameaux, radicelles et toiles d’araignées avec un revêtement intérieur de duvet végétal. Il est placé assez bas dans un arbre. Les œufs sont bleu pâle marqués de points pourpre noir et de quelques petites lignes (Fry & Keith 2004).